# Dicranophragma (Dicranophragma) taiwanense
Dicranophragma (Dicranophragma) taiwanense is een tweevleugelige uit de familie steltmuggen (Limoniidae). De soort komt voor in het Oriëntaals gebied.